# Mátyfalva
Mátyfalva (ruszinul Матiëво (Matyijovo / Matijovo), ukránul Матійово (Matyijovo / Matiyovo), oroszul Матиево (Matyijevo / Matievo)) falu Ukrajnában Kárpátalján a Beregszászi járásban.

## Fekvése
Nagyszőlőstől 9 km-re nyugatra fekszik.

## Nevének eredete
Eredeti neve Magyfalva volt, mely a régi magyar Magy személynév származéka.

## Története
1326-ban Magfolua néven említik először, mint a Hont-Pázmány nemzetség ugocsi ágának birtokát, amiből következtethetően e nemzetség alapította a falut a 12. században. A 15. századtól több más ugocsai család is birtokos volt itt. A reformáció alatt lakói áttértek a református hitre. 1910-ben 567, túlnyomórészt magyar lakosa volt. A trianoni békeszerződésig Ugocsa vármegye Tiszáninneni járásához tartozott.

## Népessége
A 2001-es ukrajnai népszámlálás idején 1069 fő lakta a falut. Melyből 66,54% magyarnak, 33,36% ukránnak, 0,01% orosznak vallotta magát.

## Nevezetességek

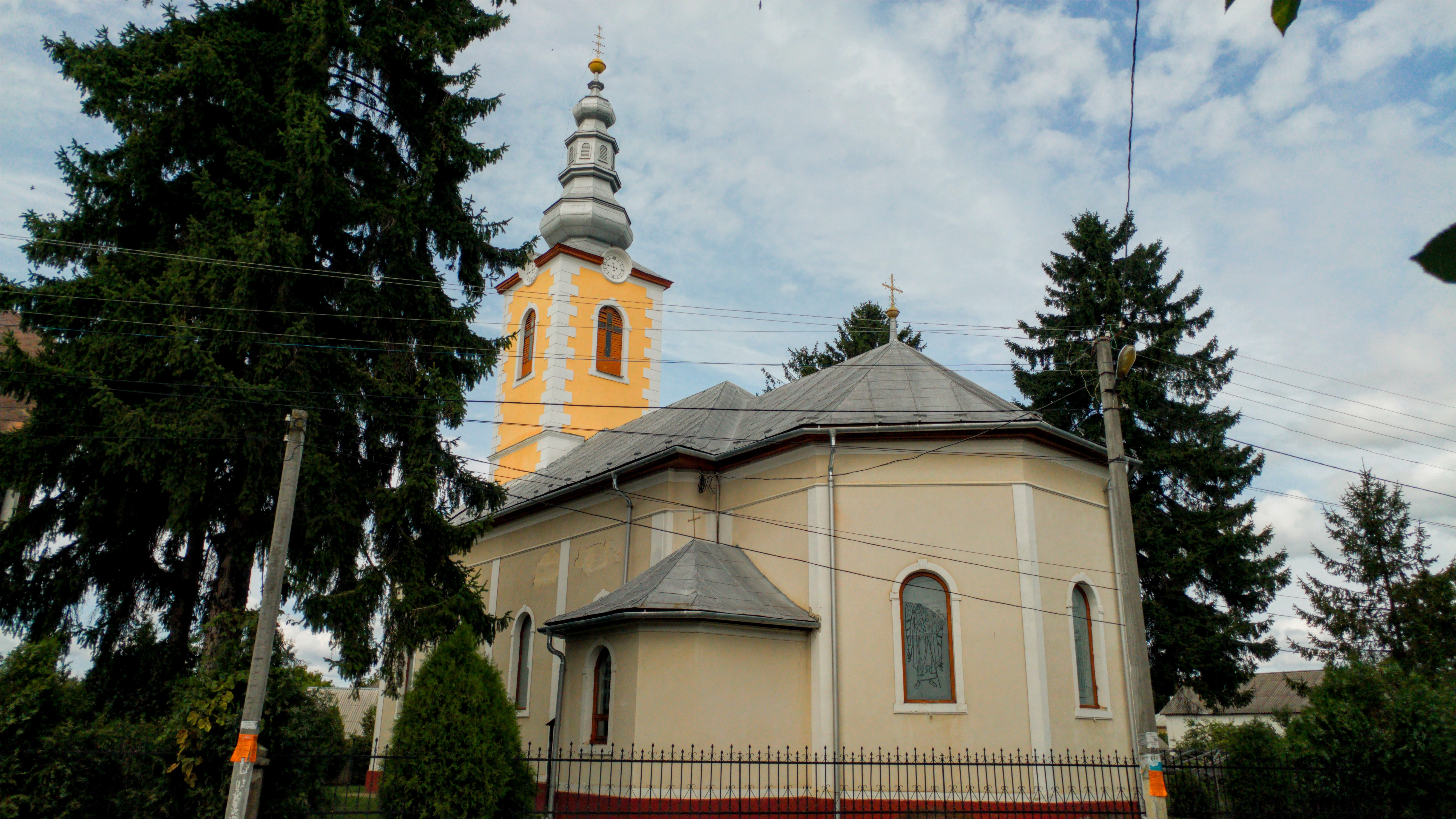
Görögkatolikus templom

- Görögkatolikus templomReformátus temploma a 15. században épült gótikus stílusban, Szent István tiszteletére. 1792-ben átépítették, majd a 19. század végén leégett, mai alakját az 1890-es években a helyreállítás során kapta. Tornya 1935-ben épült
- Görögkatolikus templom, ami 1710-ben épült először fából. A régi iratok szerint már 1771-ben hozzákezdett a közösség egy új kőtemplom felépítéséhez, de nehéz megállapítani a felszentelés dátumát. A helyi hagyomány és a templomban az 1992-es felújításkor talált felirat alapján valószínű, hogy 1932–1937 között építette fel a templomot Géczy József építőmester. Mind a régi, mind az új templom az Istenszülő oltalma (gyakrabban Pokrova) titulust kapta.[4]Üdvözlőtábla (régi)

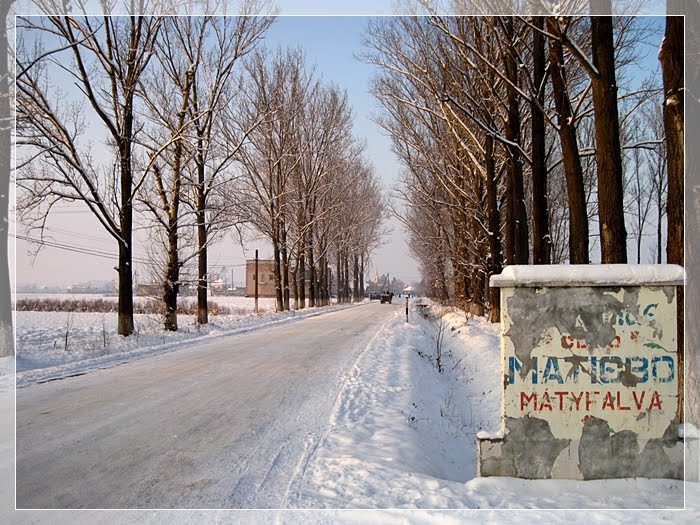
Üdvözlőtábla (régi)

## Híres emberek
Itt született 1823-ban Székely Imre zongoraművész, zeneszerző.